# Anthurium angustispadix
Anthurium angustispadix är en kallaväxtart som beskrevs av Thomas Bernard Croat och R.A.Baker. Anthurium angustispadix ingår i släktet Anthurium och familjen kallaväxter. Inga underarter finns listade.